# (20403) Attenborough
(20403) Attenborough (1998 OW11) – planetoida z grupy pasa głównego asteroid okrążająca Słońce w ciągu 5,14 lat w średniej odległości 2,98 j.a. Odkryta 22 lipca 1998 roku.